# Cimetière chinois de Tahiti
Pour les articles homonymes, voir Cimetière chinois.
 (juin 2021).
Si vous disposez d'ouvrages ou d'articles de référence ou si vous connaissez des sites web de qualité traitant du thème abordé ici, merci de compléter l'article en donnant les références utiles à sa vérifiabilité et en les liant à la section « Notes et références ».

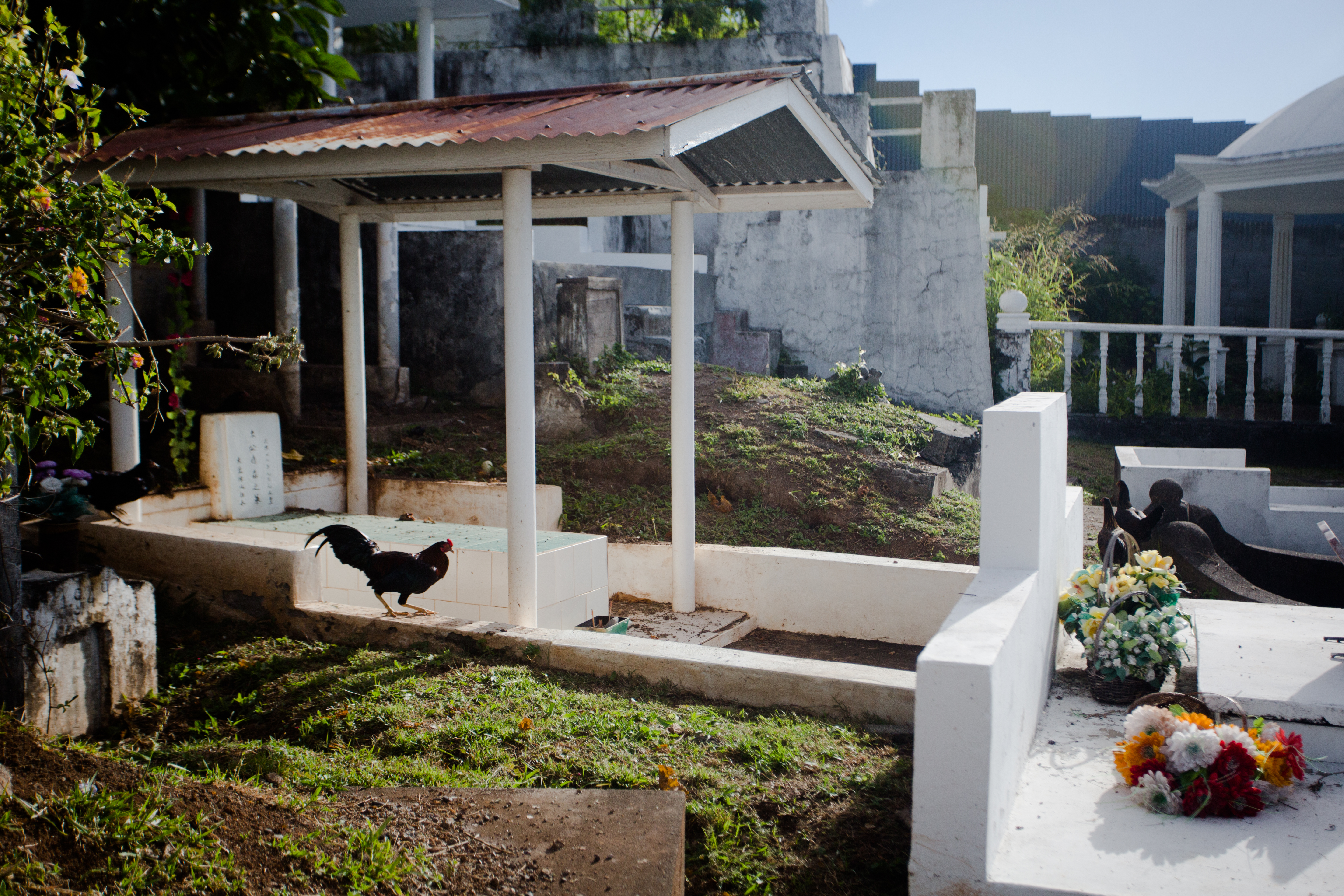
Un coq se promenant une tombe.

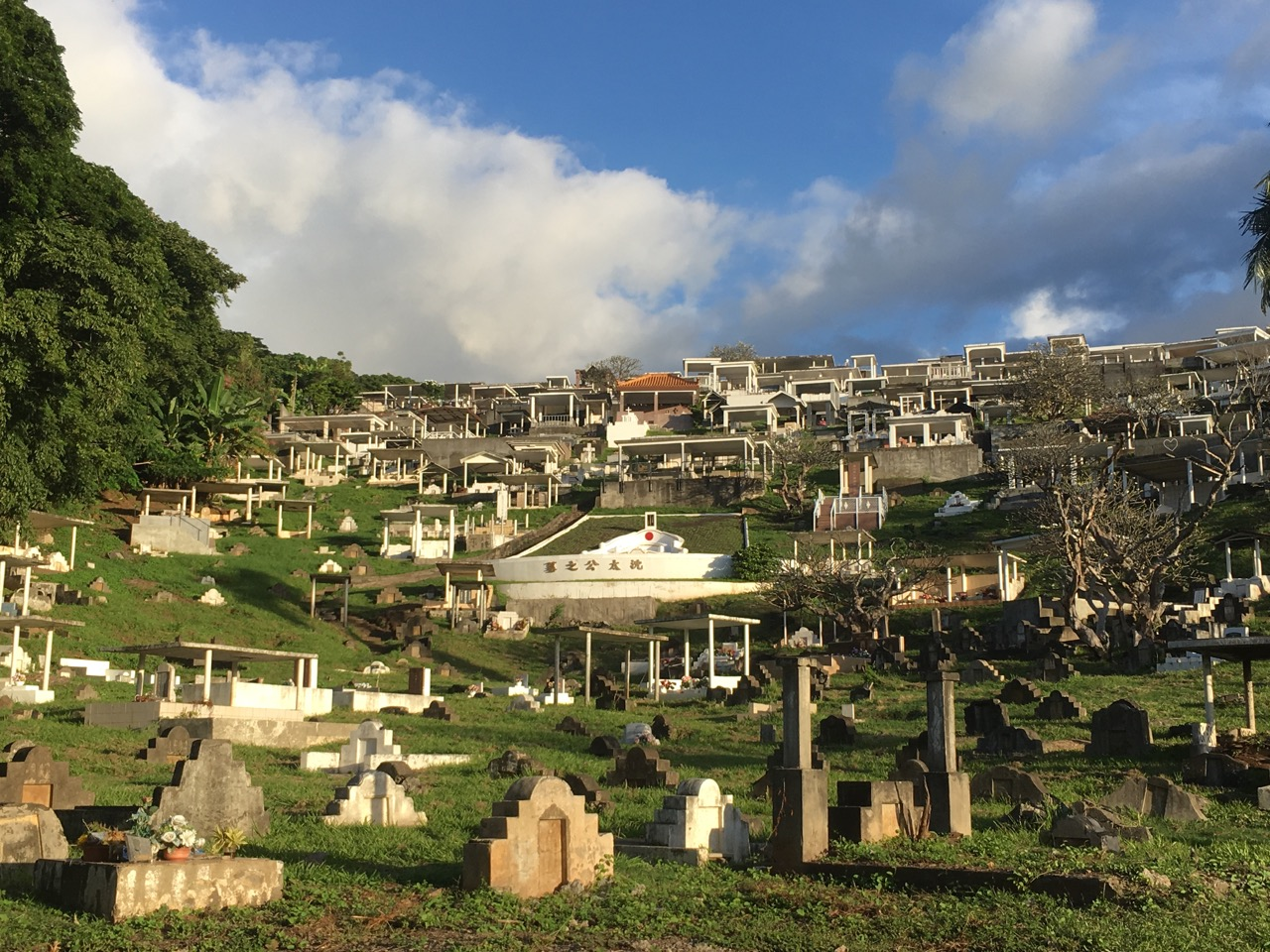
Cimetière chinois d'Arue.

Le cimetière chinois de Tahiti est appelé aussi le Chemin du Repos Éternel.
Il se situe au PK 3,5 côté montagne, à cheval sur les communes d'Arue et de Pirae.
De confession catholique, il offre une vue imprenable sur la baie de Matavai. Y figurent les ancêtres des Chinois de Tahiti.